# Aizobius sedi
Aizobius sedi – gatunek chrząszcza z rodziny pędrusiowatych i plemienia Aplemonini. Zamieszkuje zachód Palearktyki. Żeruje na rozchodnikach i rojnikach.

## Taksonomia
Gatunek ten opisany został po raz pierwszy w 1818 roku przez Ernsta Friedricha Germara pod nazwą Apion sedi. W 1990 roku wyznaczony został przez Miguela A. Alonsa-Zarazagę gatunkiem typowym nowego rodzaju Aizobius.

## Morfologia
Chrząszcz o ciele długości od 1,7 do 2,7 mm. Ubarwienie ma czarne, co najwyżej z nieznacznym połyskiem stalowym lub ołowianym na pokrywach. Oskórek porastają słabo widoczne, bardzo delikatne, ciemne włoski, na międzyrzędach pokryw tworzące po jednym lub dwóch szeregach.
Głowę cechuje płaskie czoło z około pięcioma punktowanymi bruzdami, w tym wyraźną bruzdą środkową, nie szerszą ani nie głębszą jednak od punktów sąsiednich. W widoku bocznym ryjek ma słabo zakrzywioną krawędź grzbietową i praktycznie prostą krawędź spodnią. U obu płci jest on nieznacznie dłuższy od przedplecza i u wierzchołka lśniący; u samicy jest nieznacznie dłuższy i cieńszy niż u samca. Dość krótkie i grube czułki wieńczą podługowato-owalne buławki.
Przedplecze jest znacznie szersze niż dłuższe, najszersze pośrodku, o wyraźnie zaokrąglonych bokach i wyraźnie wysklepionym wierzchu, znacznie węższe niż przedni brzeg pokryw. Powierzchnia przedplecza jest zmatowiała wskutek obecności bardzo drobnego mikrosiateczkowania oraz stosunkowo grubego punktowania. Kształt głębokiego i szerokiego dołka przedtarczkowego jest lancetowaty. Niewielka, płaska, naga tarczka ma natomiast okrągławy kształt. Podługowato-owalne, tuż za środkiem najszersze pokrywy mają słabo wykształcone barki. U samca we wszystkich odnóżach goleń jest nieuzbrojona, a pierwszy człon stopy ma w wierzchołkowej części niewielki kolec na spodzie.

## Ekologia i występowanie
Owad ten preferuje stanowiska suche. Jest oligofagiem roślin z rodziny gruboszowatych. Żeruje głównie na rozchodnikach, w tym na rozchodniku białym, ostrym, ościstym, sześciorzędowym i wielkim, ale także na rojniku pajęczynowatym. Endofitofagiczne larwy przechodzą rozwój wewnątrz łodyg i liści rośliny żywicielskiej, drążąc w nich wąskie, nieznacznie się rozszerzające, słabo porozgałęziane, brązowiejące chodniki. Od zewnątrz żerowanie powoduje powstawanie nieznacznych, podłużnych zgrubień. Przepoczwarczenie ma miejsce w kulistawym lub owalnym kokonie wewnątrz rośliny.
Gatunek palearktyczny. W Europie znany jest z Wielkiej Brytanii, Francji, Belgii, Luksemburga, Holandii, Niemiec, Szwajcarii, Liechtensteinu, Austrii, Włoch, Danii, Szwecji, Norwegii, Finlandii, Estonii, Łotwy, Litwy, Polski, Czech, Słowacji, Węgier, Białorusi, Ukrainy, Rumunii oraz europejskiej części Rosji (na północ po Karelię). W Azji podawany jest z zachodniosyberyjskiej części Rosji, Gruzji, Armenii, Kazachstanu i Syrii. W Afryce notowany jest z Algierii. W Polsce występuje głównie w południowej połowie kraju.